# The Influence of a Child
The Influence of a Child è un cortometraggio muto del 1913 diretto da Edmund Lawrence (regista). Prodotto dalla Kalem, il film dovrebbe essere l'esordio sugli schermi per Noah Beery. Tra gli altri interpreti, appare anche il nome di David Galley, Marie Falls, Stephen Purdee e quello di Adelaide Lawrence, un'attrice bambina che all'epoca aveva otto anni e che era la figlia del regista.

## Produzione
Il film fu prodotto dalla Kalem Company.

## Distribuzione
Distribuito dalla General Film Company, il film - un cortometraggio di una bobina - uscì nelle sale cinematografiche statunitensi l'11 ottobre 1913. L'11 dicembre dello stesso anno, il film venne distribuito anche nel Regno Unito.